# Єгор'євка (Курська область)
Єгор'євка (рос. Егорьевка) — присілок в Касторенському районі Курської області Російської Федерації.
Населення становить 258 осіб. Входить до складу муніципального утворення Єгор'євська сільрада.

## Історія
Населений пункт розташований на території українського етнічного та культурного краю Східна Слобожанщина.
Від 2004 року входить до складу муніципального утворення Єгор'євська сільрада.

## Населення
| 2002 | 2010 |
| ---- | ---- |
| 339  | ↘258 |